# Gerald D. Hines
Gerald D. Hines (Gary, Indiana; 15 de agosto de 1925 - Greenwich, Connecticut; 23 de agosto de 2020) fue un empresario y filántropo estadounidense que se hizo conocido por ser el fundador y presidente de Hines Interests, una empresa privada con sede en Houston, y su sede europea ubicada en Londres.

## Biografía
Gerald Hines nació el 15 de agosto de 1925 en Gary, Indiana. Sus padres se mudaron a Gary desde Nueva Escocia en 1923. Hines es descendiente de británicos leales que lucharon en la Guerra de Independencia de los Estados Unidos.
En 1948, se graduó con una licenciatura en ingeniería mecánica de la Universidad de Purdue.
En 1952, se casó con Dorothy Schwarz de la familia Schwarz, fundadores de los juguetes FAO Schwarz. El matrimonio tuvo dos hijos: Jeff y Jennifer.
En 1981, se casó con la pintora alemana Barbara Hines (de soltera Fritzsche), hija de sobrevivientes del Holocausto. Su primo es el inventor Gordon E. Hines.

## Carrera profesional

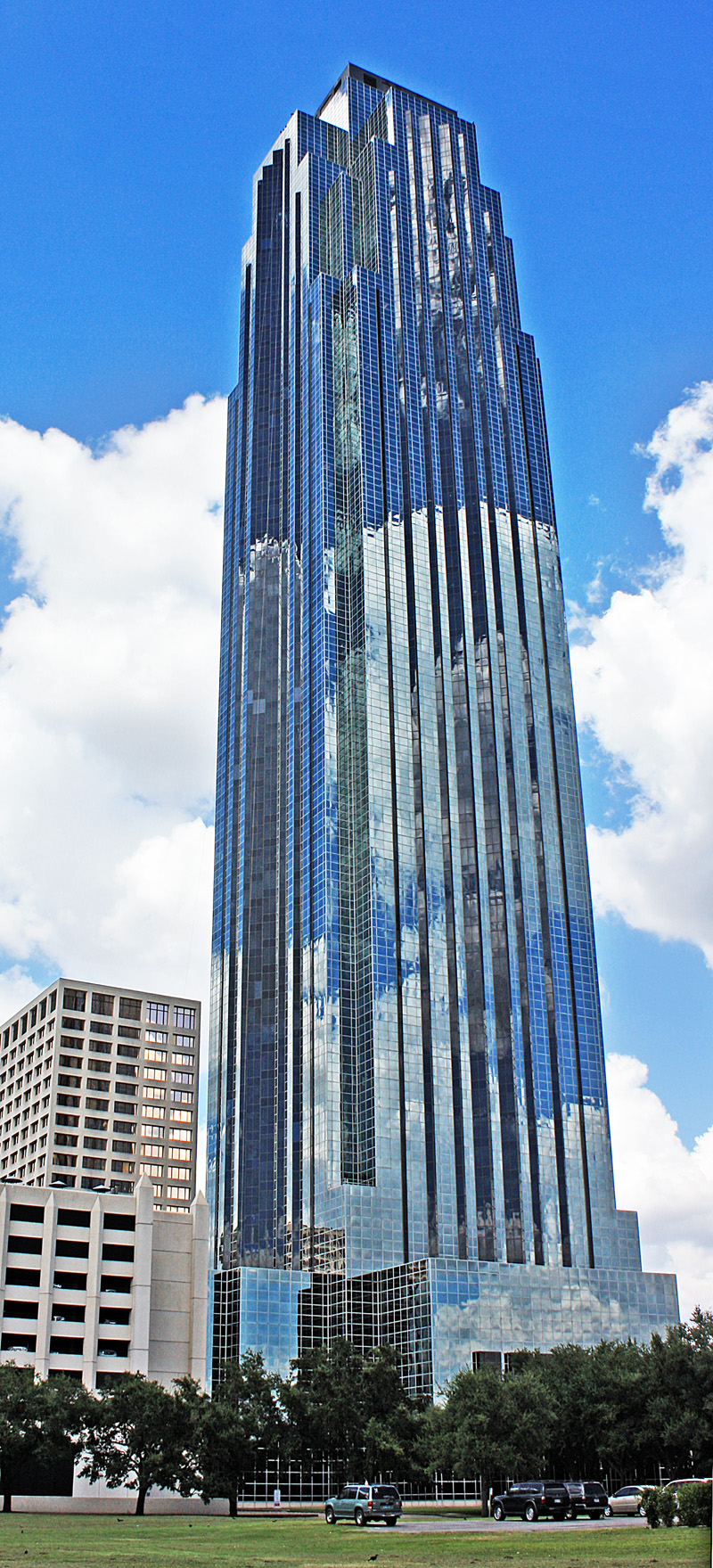
Williams Tower en Houston.

En 1948 se mudó a Houston. Poco después, formó una sociedad de ingeniería y comenzó una incipiente empresa inmobiliaria paralela. Fundó Gerald D. Hines Interests en 1957. Los primeros proyectos de Hines fueron almacenes y pequeñas oficinas. Su primer desarrollo comercial a gran escala se produjo en 1967, cuando Shell Oil Company contrató a Hines para construir una nueva sede en el centro de Houston. La Galleria; Pennzoil Place, Transco Tower (ahora Williams Tower); y siguieron más de cuatrocientos otros grandes edificios. Fundó Hines en 1967.
En 2005, Hines fue una de las empresas inmobiliarias más grandes del mundo, según un informe de ese mismo año de Lipsey Company, con operaciones en los Estados Unidos y otros dieciséis países. Muchos de sus edificios fueron diseñados por arquitectos de renombre: Ieoh Ming Pei, Philip Johnson, César Pelli, Frank Gehry y Robert A.M.Popa.
En 2016, su patrimonio neto alcanzaba los 1.3 mil millones de dólares.
La cartera de proyectos de Hines, completados, adquiridos y administrados para terceros incluye más de 1.100 propiedades representativas de aproximadamente 42.2 millones de m² de oficinas, residenciales, de uso mixto, industriales, hoteleros, médicos, instalaciones comerciales y deportivas, así como grandes comunidades planificadas y urbanizaciones. Con activos controlados de aproximadamente 25,8 mil millones de dólares, Hines es una de las organizaciones inmobiliarias más grandes del mundo".
Hines también fue presidente del Banco de la Reserva Federal de Dallas entre 1981 y 1983.

## Filantropía
Hines donó siete millones de dólares a la Facultad de Arquitectura de la Universidad de Houston, que cambió el nombre de la Facultad de Arquitectura a Gerald D. Hines. Fue uno de los principales contribuyentes a la construcción del Centro Comunitario Judío de Chabad en Aspen (Colorado).

## Fallecimiento
Gerald D. falleció el 23 de agosto de 2020 en Connecticut, a los 95 años. Su hijo Jeffrey Hines ocupó su puesto, además de mantenerse como consejero delegado de la empresa.
Hines fue enterrado en una ceremonia privada en Aspen (Colorado), a la espera de tener una celebración posterior, cuando las restricciones por el coronavirus lo permitan.